# گنجشک تاغی
گنجشک تاغی (نام علمی: Passer ammodendri) نام یک گونه از سرده گنجشک‌های راستین است.